# Barbacoa

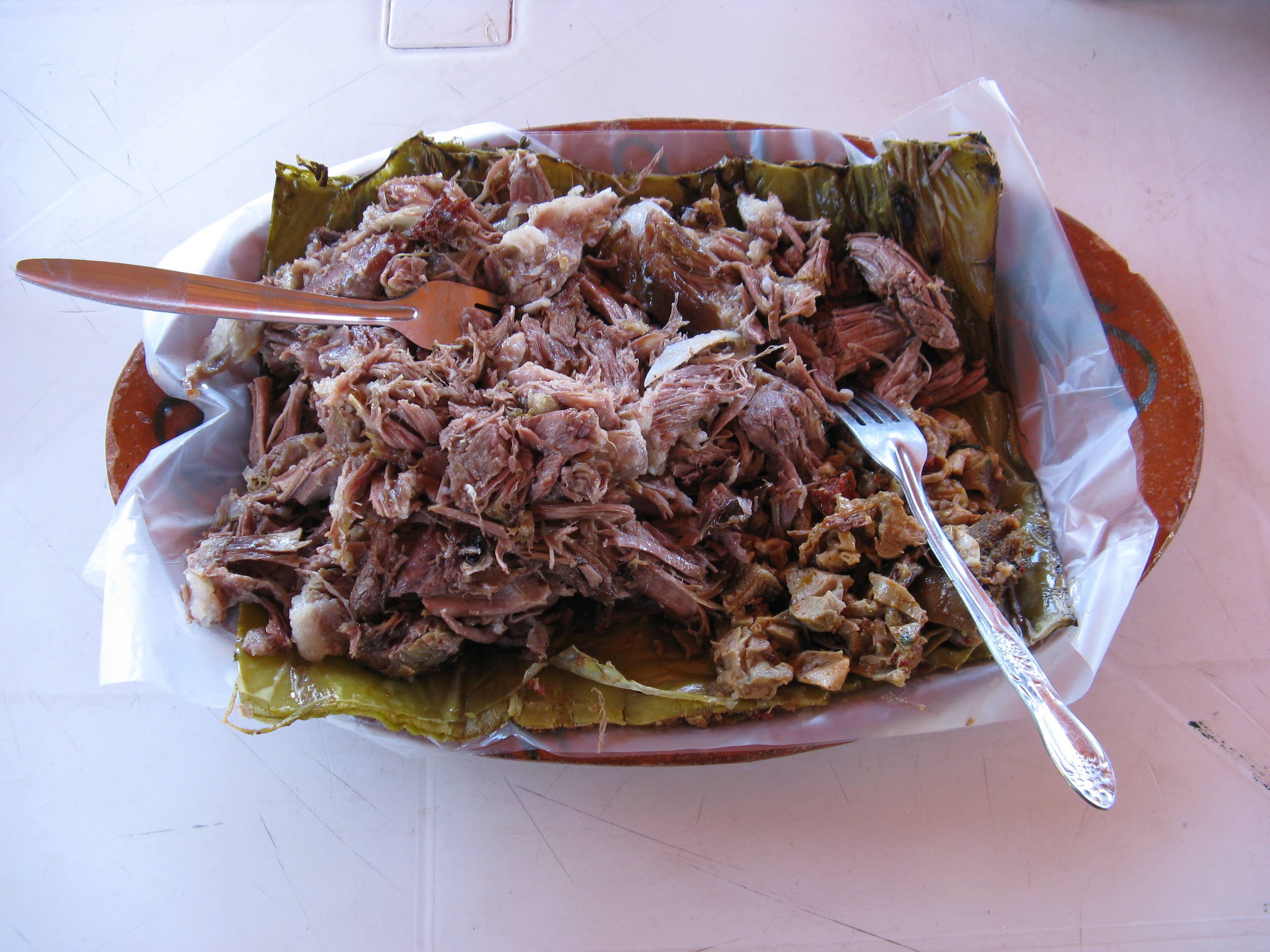
Teller mit Barbacoa

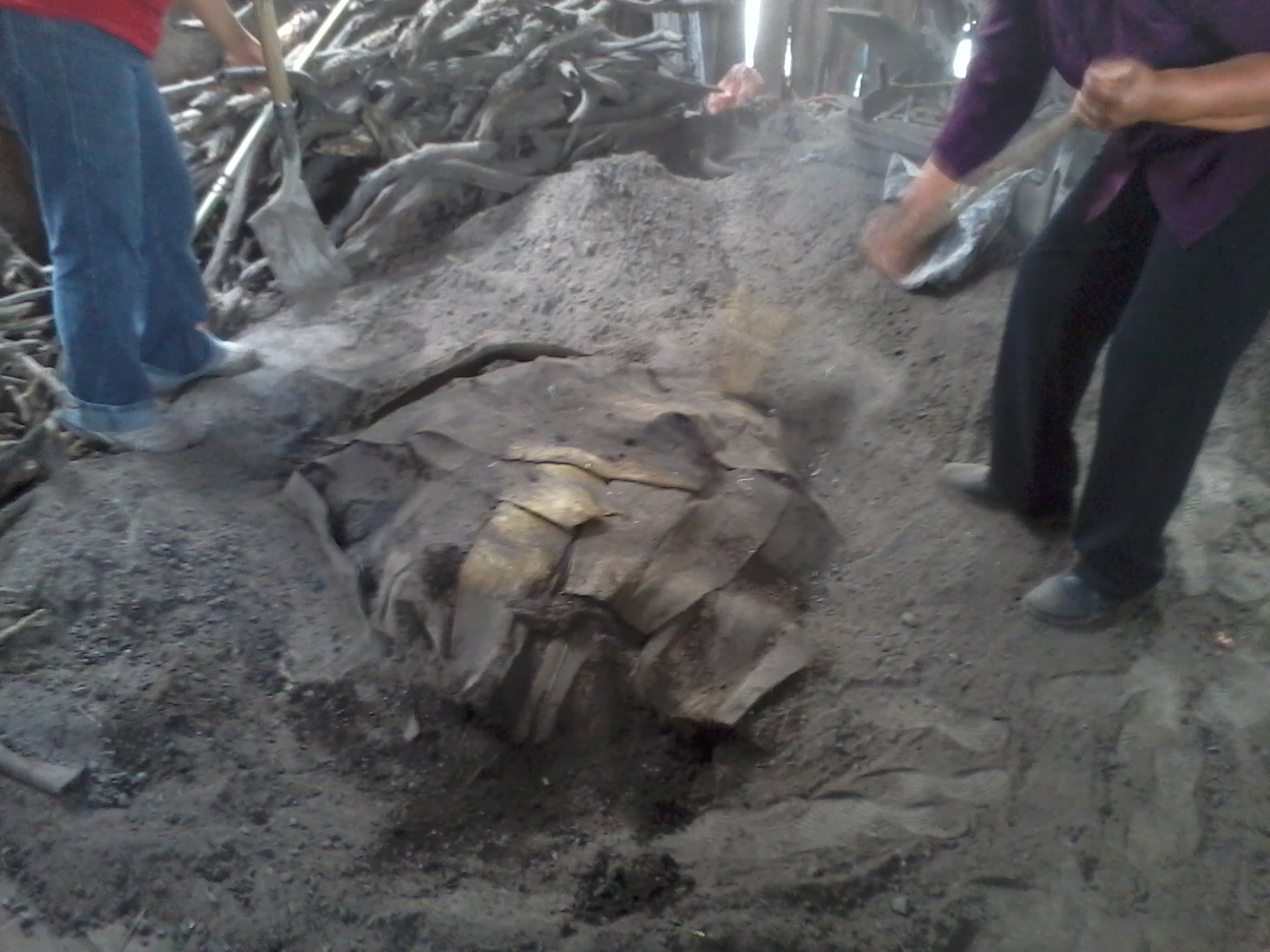
Mit Blättern bedeckte traditionelle Grube

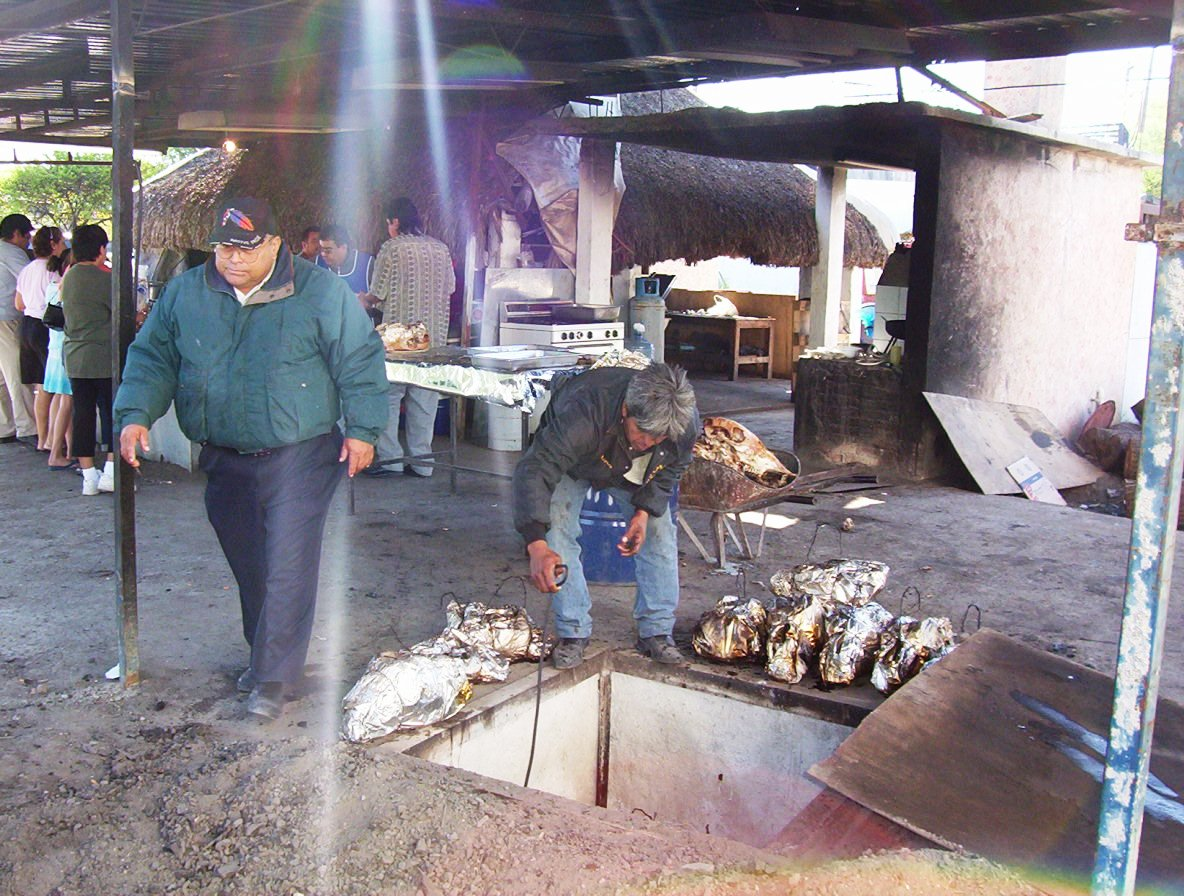
Moderne Barbacoa-Grube

Barbacoa ist eine mittelamerikanische Zubereitungsart für Fleisch, bei der die Zutaten langsam in bedeckten Gruben gegart werden. Als Barbacoa wird nicht nur die Garmethode selbst, sondern auch das auf diese Weise zubereitete Essen bezeichnet. Von dem Begriff leitet sich das Wort Barbecue ab.

## Zubereitung
Traditionell werden große Fleischstücke in einer abgedeckten Grube gegart, wobei die Hitze durch zuvor aufgeheizte, am Boden der Grube befindliche Steine erzeugt wird. In der Regel werden die Steine in der Grube durch ein Holzfeuer aufgeheizt. Um die Hitze in der Grube zu halten, wird sie für den Garvorgang abgedeckt, bei kleinen Gruben traditionellerweise oft mit Blättern (zum Beispiel von der Agave), ansonsten mit einem hölzernen oder metallenen Deckel. Heutzutage gibt es insbesondere in Mexiko eine Vielzahl von Adaptionen dieser Zubereitungsart. Neben Fleischstücken werden auch weitere Zutaten wie zum Beispiel Kartoffeln mitgegart.

## Geschichte
Die Zubereitungsart hat ihren Ursprung in Mittelamerika. Das spanische Wort barbacoa leitet sich aus dem Arawak-Wort brabacot ab und bezeichnete je nach Quelle eine Räuchertechnik für Fleisch, eine Räuchergrube oder eine Plattform aus Zweigen von Laubbäumen, auf denen die Arawak Fleisch räucherten.
Eine erste Erwähnung des Begriffs findet sich in Gonzalo Fernández de Oviedos De la historia General y Natural de las Indias von 1526. Fernández beschrieb darin einen hoch über einem Feuer angebrachten, hölzernen Rost, auf dem Fleisch und Fisch gegrillt wurden und den er 1516 bei den Taíno-Indianern auf Hispaniola kennengelernt hatte. Schon Bernal Díaz del Castillo, der mit der Wahrhaften Geschichte der Eroberung von Neuspanien einen Augenzeugenbericht über die spanische Eroberung in den Jahren von 1519 bis 1521 verfasste, kannte das Barbacoa. Er bezeichnete mit dem Begriff Fleisch, das im Gebiet des heutigen Mexiko in Gruben gebraten wurde. 